# Patricia Kalember
Patricia Kathryn Kalember (Schenectady, 30 dicembre 1956) è un'attrice statunitense.

## Biografia
Patricia Kalember nasce a Schenectady, nello Stato di New York. Fece il suo debutto come attrice nel 1981 nella soap opera Texas. Nel 1983 entra a far parte del cast della serie televisiva Quando si ama. Nel 1985 debutta al cinema con il film L'occhio del gatto e nel 1991 interpreta il ruolo di Georgie Whitsig nella serie TV Sisters.
Nel 2002 recita nel film di M. Night Shyamalan Signs nel ruolo di Colleen Hess. Apparirà anche in altre serie televisive di successo, quali Il tocco di un angelo, Gossip Girl, The Good Wife, Blue Bloods e Orange Is the New Black.

### Vita privata
Dopo essere stata sposata dal 1980 al 1983 con l'attore Mark Anthony Torres, nel 1986 ha sposato l'attore Daniel Gerroll, da cui ha avuto tre figli: Rebecca (1987), Benjamin (1990) e Toby (1996).

## Filmografia

### Cinema
- L'occhio del gatto (Cat's Eye), regia di Lewis Teague (1985)
- Fletch - Cronista d'assalto (Fletch Lives), regia di Michael Ritchie (1989)
- Allucinazione perversa (Jacob's Ladder), regia di Adrian Lyne (1990)
- Sulle orme del vento (A Far Off Place), regia di Mikael Salomon (1993)
- Jump, regia di Justin McCarthy (1999)
- A Time for Dancing, regia di Peter Gilbert (2000)
- Signs, regia di M. Night Shyamalan (2002)
- The Girl in the Park, regia di David Auburn (2007)
- The Company Men, regia di John Wells (2010)
- Rabbit Hole, regia di John Cameron Mitchell (2010)
- Kalamity, regia di James M. Hausler (2010)
- Limitless, regia di Neil Burger (2011)
- Imogene - Le disavventure di una newyorkese (Girl Most Likely), regia di Shari Springer Berman e Robert Pulcini (2012)
- Run All Night - Una notte per sopravvivere (Run All Night), regia di Jaume Collet-Serra (2015)
- Custody, regia di James Lapine (2016)

### Televisione
- Texas – soap opera, 1 episodio (1981)
- Quando si ama (Loving) – soap opera, 3 169 episodi (1983-1995)
- Un giustiziere a New York (The Equalizer) – serie TV, 1 episodio (1985)
- ABC Afterschool Specials – serie TV, 1 episodio (1988)
- In famiglia e con gli amici (Thirtysomething) – serie TV, 15 episodi (1989-1991)
- Sopravvissuti (Angel Flight Down), regia di Charles Wilkinson – film TV (1996)
- Sisters – serie TV, 127 episodi (1991-1996)
- Ultime dal cielo (Early Edition) – serie TV, 1 episodio (1997)
- Michael Hayes – serie TV, 1 episodio (1997)
- Racconti di famiglia (When Husbands Cheat), regia di Richard A. Colla – film TV (1998)[1]
- Law & Order - Unità vittime speciali (Law & Order: Special Victims Unit) – serie TV, 9 episodi (2004-2010)
- Il tocco di un angelo (Touched by an Angel) – serie TV, 1 episodio (2002)
- Gossip Girl – serie TV, 1 episodio (2008)
- The Good Wife – serie TV, 1 episodio (2010)
- Blue Bloods – serie TV, 3 episodi (2011)
- White Collar – serie TV, 1 episodio (2012)
- Orange Is the New Black – serie TV, 4 episodi (2013-2018)
- Madam Secretary – serie TV, 3 episodi (2014-2018)
- Olive Kitteridge – miniserie TV, 1 episodio (2014)
- Allegiance – serie TV, 2 episodi (2015)
- Power – serie TV, 11 episodi (2015-in corso)
- Veep - Vicepresidente incompetente (Veep) – serie TV, 1 episodio (2015)
- The Tick – serie TV, 5 episodi (2017-2018)
- The Blacklist – serie TV, 1 episodio (2018)

## Doppiatrici italiane
Nelle versioni in italiano delle opere in cui ha recitato, Patricia Kalember è stata doppiata da:
- Anna Rita Pasanisi in Sulle orme del vento,[2] Elementary[3]
- Isabella Pasanisi in A Time for Dancing,[4] Rabbit Hole[5]
- Fabrizia Castagnoli in Allucinazione perversa,[6] Racconti di famiglia
- Emanuela Baroni in The Company Men[7]
- Laura Boccanera in White Collar[8]
- Daniela Nobili in Power[9]
- Alessandra Korompay in The Blacklist[10]